# El rei de Roma
|  | Aquest article tracta sobre el colom de curses. Si cerqueu el magistrat romà, vegeu «Rei de Roma». |

El rei de Roma (en anglès The King of Rome) va ser un exitós colom de curses que va guanyar una cursa de 1611 km de Roma a Anglaterra l'any 1913. També va ser el tema d'una cançó i d'un llibre, ambdós de l'autor Dave Sudbury; la primera és coneguda sobretot per la versió gravada per June Tabor.

## L'ocell
El rei de Roma va ser un colom de curses que va guanyar una cursa de 1611 km que anava de Roma a Anglaterra; va ser l'any 1913. L'ocell, un mascle blau, amb identificació d'anell NU1907DY168, pertanyia i era cuidat per Charlie Hudson (nascut en les primeries dels anys 1870, mort el 13 de març de 1958 amb 84 anys), de Brook Street, a Derby (actualment demolit), del qual es creu que va començar les curses de coloms l'any 1904. Quan es va dur a terme la cursa, era president i tresorer del Derby Town Flying Club. També escrivia sobre temes de curses de coloms al Derby Evening Telegraph, un diari local. Quan l'ocell es va morir, Hudson va donar el seu cos al Derby Museum and Art Gallery on la seva pell dissecada està preservada sota el número d'accés DBYMU.1946/48. Tot i que va ser exposat a Derby i en alguns altres llocs, entre ells el Walsall Museum i Wollaton Hall a Nottingham, actualment (2011) no està en exposició.

## La cançó
El rei de Roma i el seu propietari van ser tema d'una cançó i d'un llibre escrits per Dave Sudbury. La versió més famosa de la cançó és la de June Tabor. La cançó diu on the day of the big race a storm blew in. A thousand birds were swept away and never seen again (el dia de la gran cursa va irrompre una tempesta. Mil ocells van ser escombrats i mai més van ser vists), la qual cosa indica els perills relacionats amb aquest tipus de curses. Després de sentir la interpretació de Sudbury durant una competició en les darreries dels anys 80, on ell era jutge, Tabor va gravar la cançó pel seu àlbum de 1988 Aqaba. Brian McNeill, finalista a l'esdeveniment, digué:
| «               | The King of Rome va ser la cançó més important cantada aquella nit i hauria d'haver guanyat. | » |
| — Brian McNeill |                                                                                              |   |

McNeill ha interpretat la cançó diverses vegades des de llavors, i hi ha disponible una gravació en directe en el seu àlbum del 2000 Live and Kicking.
La banda Half Man Half Biscuit també va gravar una versió de la cançó que no s'ha desvelat.

## El llibre
La lletra de la cançó de Sudbury ha estat reproduïda en un llibre de 32 pàgines amb il·lustracions de Hans Saefkow.